# Agnostida
Gli Agnostida sono un ordine di trilobiti di piccole dimensioni.

## Descrizione
Gli appartenenti a questo gruppo presentano un corpo molto semplice composto da cephalon e pigidio, identici in dimensione e simili in fattezza. Le pleure sono solitamente poche o assenti. Si è ipotizzato che queste trilobiti nuotassero sbattendo le due parti del corpo sopra citate l'una contro l'altra.

## Tassonomia
Subordine Agnostina
- Superfamiglia Agnostoidea
  - Agnostidae
  - Ammagnostidae
  - Clavagnostidae
  - Diplagnostidae
  - Doryagnostidae
  - Glyptagnostidae
  - Metagnostidae
  - Peronopsidae
  - Ptychagnostidae
- Superfamiglia Condylopygoidea
  - Condylopygidae

Subordine Eodiscina
- Superfamiglia Eodiscoidea
  - Calodiscidae
  - Eodiscidae
  - Hebediscidae
  - Tsunyidiscidae
  - Weymouthiidae
  - Yukoniidae